# IFS (geometria fraktalna)

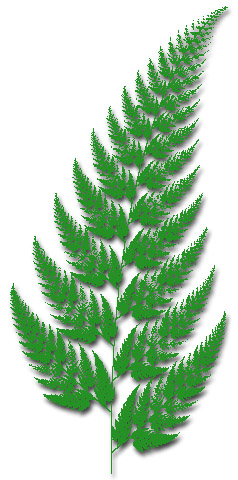
Paproć Barnsleya wygenerowana za pomocą systemu IFS

IFS (z ang. iterated function system, zwany też systemem funkcji iterowanych, systemem iterowanych kontrakcji albo przekształceń zwężających) – rodzina funkcji, za pomocą których konstruuje się fraktale samopodobne. W matematyce terminu tego używa się także na określenie samej metody konstrukcji (przedstawionej poniżej). Opis w obecnej postaci został podany przez Hutchinsona (1981). IFS znajduje zastosowanie w zagadnieniach kompresji danych, zwłaszcza graficznych (grafika fraktalna) oraz interpolacji krzywych i powierzchni (FIF ang. fractal interpolation function).

## Definicja formalna
Załóżmy dla pewnego ustalonego {\displaystyle m\in \mathbb {N} ,} {\displaystyle m\geqslant 2,} że mamy rodzinę funkcji {\displaystyle F_{i},\;i=1,2,\dots ,m,} określoną na pewnym podzbiorze {\displaystyle X\subset \mathbb {R} ^{d}.}
Załóżmy ponadto że każda funkcja jest kontrakcją o skali {\displaystyle r_{i}<1,} tzn.
{\displaystyle |F_{i}(x)-F_{i}(y)|\leqslant r_{i}|x-y|.}
Istnieje wówczas dokładnie jeden niepusty zbiór zwarty {\displaystyle K} taki, że
{\displaystyle K=\bigcup _{i=1}^{m}F_{i}(K).}
Zbiór ten nazywamy atraktorem danego IFS, często – choć nie zawsze – jest to interesujący fraktal.
Powyższe zaś twierdzenie dostarczające metody konstrukcji fraktali określa się ogólnie jako IFS. W żargonie IFS oznacza często także samą rodzinę funkcji {\displaystyle F_{i}.} Twierdzenie to obowiązuje w istocie na dowolnej przestrzeni metrycznej zupełnej, aczkolwiek z punktu widzenia zastosowań najważniejszy zdaje się być przypadek euklidesowy (w szczególności, gdy {\displaystyle X} jest prostokątem na płaszczyźnie).

## Metoda iteracji
Jeżeli zdefiniujemy teraz przekształcenie {\displaystyle F,} które dany zbiór {\displaystyle A} zmienia w sumę obrazów przez {\displaystyle F_{i},} tzn.
{\displaystyle F(A)=\bigcup _{i=1}^{m}F_{i}(A),}
to wówczas kolejne obrazy {\displaystyle F(A),F(F(A)),F(F(F(A))\dots )} będą coraz bardziej przypominać atraktor, niezależnie od tego od jakiego ograniczonego zbioru początkowego {\displaystyle A} zaczniemy. Dokładniej,
{\displaystyle F^{k}(A)\to K}
w metryce Hausdorffa. Metryka ta jest zdefiniowana następująco. Dla dwu zbiorów {\displaystyle A} i {\displaystyle B} określamy
{\displaystyle d(A,B)=\inf\{\delta :A\subset B_{\delta }{\text{ oraz }}B\subset A_{\delta }\},}
gdzie {\displaystyle A_{\delta },B_{\delta }} oznaczają {\displaystyle \delta }-otoczki zbiorów (otoczki „grubości” {\displaystyle \delta }).
Własność ta jest podstawą wizualizacji fraktali otrzymywanych przez IFS. W zastosowaniach ważną rolę odgrywa algorytm iteracji losowej zwany grą chaosu. Zamiast iterować obraz całego zbioru poprzez operator Hutchinsona {\displaystyle F} iteruje się obraz punku poprzez losowo wybierane odwzorowania {\displaystyle F_{i}.} Zbiór punktów skupienia tak utworzonej orbity z prawdopodobieństwem 1 pokrywa się z atraktorem {\displaystyle K.}

## Warunek zbioru otwartego i wymiar Hausdorffa
Mówimy, że IFS spełnia warunek zbioru otwartego, jeżeli istnieje (niepusty) otwarty zbiór {\displaystyle U} taki, że
{\displaystyle \bigcup _{i=1}^{m}F_{i}(U)\subset U.}
Jeżeli IFS spełnia warunek zbioru otwartego to wymiar Hausdorffa atraktora jest jedynym rozwiązaniem równania (z niewiadomą {\displaystyle s})
{\displaystyle \sum _{i=1}^{m}r_{i}^{s}=1.}

## Przykłady
- dywan Sierpińskiego
- kostka Mengera
- krzywa Kocha
- paproć Barnsleya
- piramida Sierpińskiego
- smok Heighwaya
- trójkąt Sierpińskiego
- zbiór Cantora

## Literatura
- Barnsley, Michael F., and Hawley Rising. Fractals Everywhere. Boston: Academic Press Professional, 1993. ISBN 0-12-079061-0.